# Suspiria
Suspiria (en España e Hispanoamérica: Suspiria) es una película italiana de terror sobrenatural de 1977 dirigida por Dario Argento, coescrita por Argento y Daria Nicolodi, parcialmente basada en el ensayo de Thomas De Quincey de 1845 Suspiria de Profundis (Suspiros desde las profundidades) y coproducida por Claudio y Salvatore Argento. 
La película, protagonizada por Jessica Harper, se enfoca en una estudiante de ballet estadounidense que se transfiere a una prestigiosa academia de danza en Alemania, pero se da cuenta, después de una serie de brutales asesinatos, que la academia sirve de tapadera a una conspiración sobrenatural. Su reparto se complementa con Stefania Casini, Flavio Bucci, Miguel Bosé, Alida Valli, Udo Kier y Joan Bennett, en su último papel en el cine.
La película es la primera de la trilogía que Argento denomina Las tres madres, que también comprende Inferno (1980) y La terza madre (2007). Suspiria se ha convertido en uno de los largometrajes más exitosos de Argento, recibiendo elogios de la crítica por su estilo visual y estilístico, el uso de colores vibrantes y la música de la banda de rock progresivo Goblin.
Suspiria fue candidata a dos Saturn Awards, Mejor actriz de reparto para Bennett en 1978, y Mejor lanzamiento en DVD de una película clásica en 2002. Se ha convertido en un clásico de culto, y se reconoce como una película influyente en el género de terror. Fue la inspiración para la película del mismo nombre, dirigida por Luca Guadagnino, estrenada el 1 de septiembre de 2018 en el Festival Internacional de Cine de Venecia.

## Argumento
Suzy Bannion (Jessica Harper), estudiante de ballet estadounidense, llega a la ciudad alemana de Friburgo para perfeccionar sus estudios en la prestigiosa academia Tanz. Coincidiendo con su llegada, una alumna recientemente expulsada, Pat Hingle (Eva Axén), es salvajemente asesinada en el apartamento de una amiga a la que, huyendo de algún grave peligro, había recurrido en busca de ayuda.
Suzy pronto se percatará del extraño comportamiento del personal de la academia lo que, unido a las terribles muertes que han empezado a ocurrir, le hará sospechar que algo siniestro está ocurriendo. Más adelante, su compañera Sarah (Stefania Casini) confirmará sus sospechas al confesarle que la difunta Pat le comentó que conocía un oscuro secreto relacionado con la academia que no llegó a revelarle.

Suzy averiguará que la academia Tanz, en realidad, está dirigida por un poderoso sabbat de brujas al mando de la perversa Helena Markos, "La Reina Negra": más conocida, gracias a su secuela, Inferno, como la "Mater Suspiriorum".

## Elenco y personajes
- Jessica Harper: Suzy Bannion.
- Stefania Casini: Sara.
- Flavio Bucci: Daniel.
- Miguel Bosé: Mark.
- Alida Valli: la Srta. Tanner.
- Joan Bennett: Madame Blanc.
- Udo Kier: el doctor Frank Mandel.
- Barbara Magnolfi: Olga.
- Eva Axén: Pat Hingle.
- Rudolf Schündler: el profesor Milius.
- Susanna Javicoli: Sonia.
- Franca Scagnetti: la cocinera.
- Giuseppe Transocchi: Pavlo.
- Jacopo Mariani: Albert.
- Renato Scarpa: el profesor Verdegast.
- Margherita Horowitz: la maestra.
- Ted Rusoff: el inspector.
- Lela Svasta: Mater Suspiriorum / Helena Markos (sin crédito).
- Dario Argento: el narrador (sin crédito).

## Producción

### Desarrollo
Argento basó Suspiria en parte en el ensayo de Thomas De Quincey Suspiria de Profundis (1845). El crítico Maitland McDonagh señala: «En la lectura de Argento [del material], las tres madres generan / habitan un mundo cinematográfico informado por imágenes arquetípicas jungianas, cada una dominando una ciudad en particular». Argento dijo que la idea de la película se le ocurrió después de un viaje por varias ciudades europeas, como Lyon, Praga, y Turín. Se sintió fascinado por el «Triángulo mágico», un punto donde se encuentran los países de Francia, Alemania y Suiza, donde Rudolf Steiner, un controvertido reformista social y ocultista, fundó una comunidad antroposófica. Al comentar sobre la brujería y lo oculto, Argento dijo: «Hay muy poco para bromear. Es algo que existe». El título y el concepto general de «Las tres madres»—un concepto que Argento expandiría en Inferno y La terza madre- provino del ensayo de De Quincey, que fue una inspiración no acreditada para la película. Hay una sección en el trabajo titulado «Levana y nuestras damas del dolor». La obra afirma que, así como hay tres Destinos y tres Gracias, hay tres Dolores: «Mater Lacrymarum, Nuestra Señora de las Lágrimas», «Mater Suspiriorum, Nuestra Señora de los Suspiros», y «Mater Tenebrarum, Nuestra Señora de la Oscuridad».
Daria Nicolodi coescribió el guion de la película, que combinaba los temas ocultos que interesaban a Argento con cuentos de hadas que inspiraban a Nicolodi, como Barba Azul, Pinocchio, y Alice's Adventures in Wonderland. Nicolodi también basó parcialmente sus contribuciones al guion en una historia personal que su abuela le había contado, en la que su abuela había ido a tomar una lección de piano en una academia sin nombre donde creía que había encontrado magia negra. El encuentro aterrorizó a su abuela, lo que la llevó a huir. Sin embargo, Argento dijo que esta historia fue inventada. La secuencia final de la película se basó en un sueño que Nicolodi tuvo mientras se encontraba en Los Ángeles.
Usando las ideas centrales de Nicolodi, Argento estableció la historia en una academia de danza en Friburgo, Alemania. El personaje principal de Suzy Bannion se basó en Snow White. Inicialmente, los personajes de la película eran niñas muy jóvenes —de entre ocho y diez años de edad— pero esto se modificó cuando los productores de la película dudaron en hacer una película con actores tan jóvenes.

### Reparto
La actriz estadounidense Jessica Harper fue elegida para el papel principal de la bailarina de ballet estadounidense Suzy Bannion, después de asistir a una audición a través de la William Morris Agency. Argento eligió a Harper basándose en su interpretación en Phantom of the Paradise (1974) de Brian De Palma. Al saber que iba a formar parte del reparto de la película, Harper vio 4 mosche di velluto grigio, dirigida por Argento en 1971, para comprender mejor el estilo del director. Harper rechazó un papel en la película de Woody Allen Annie Hall (1977) con el fin de aparecer en la película.
Argento solicitó a la actriz italiana Stefania Casini el papel secundario de Sara, una solicitud que ella aceptó, habiendo sido admiradora de sus películas. Daria Nicolodi originalmente había planeado interpretar el papel de Sara, pero no pudo hacerlo debido a una enfermedad, y Casini fue contratada en el último minuto. El actor alemán Udo Kier fue elegido para el papel secundario de apoyo de Frank Mandel.

### Rodaje

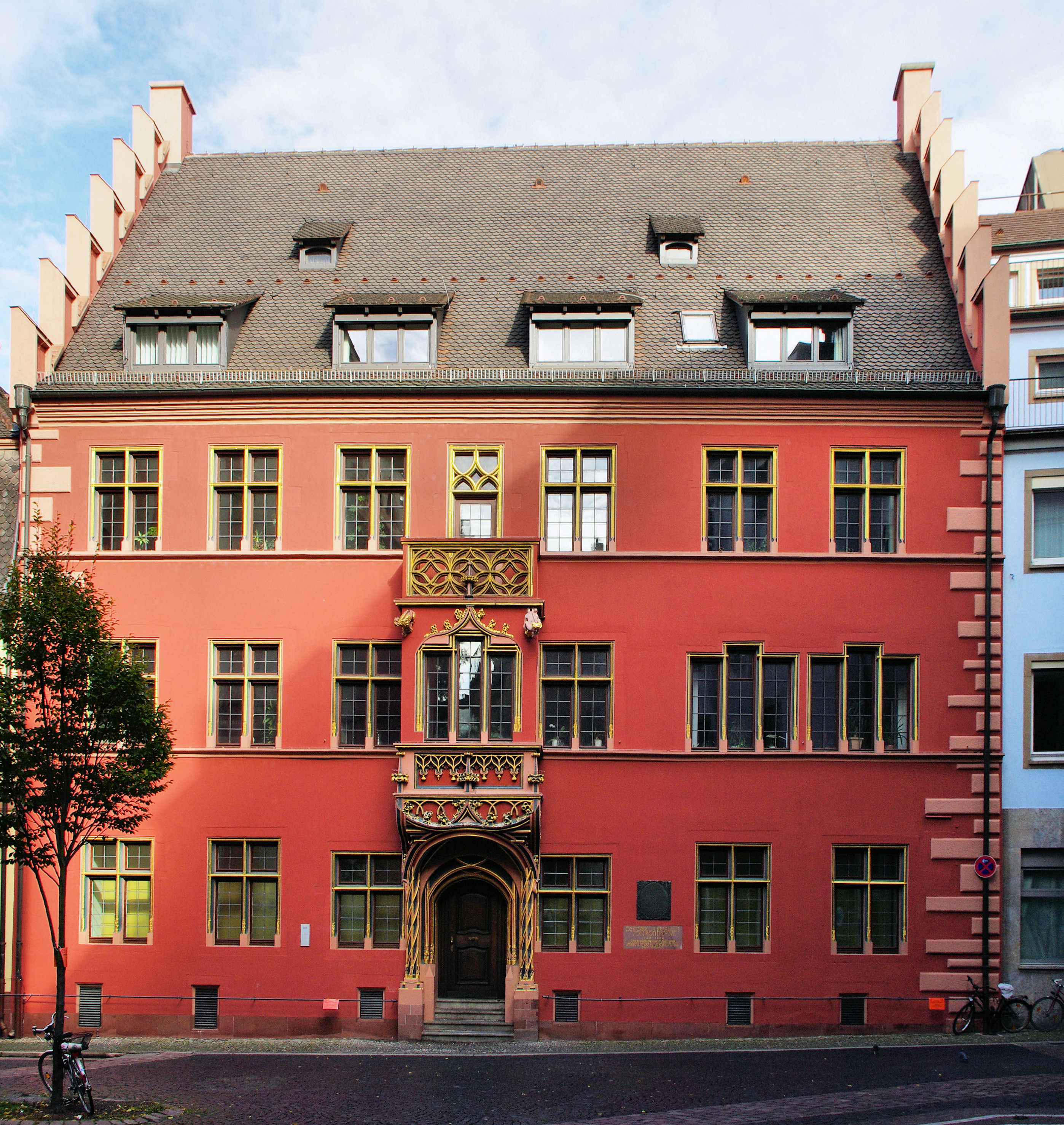
El exterior de la Casa de la Ballena en Friburgo se replicó para la película.

La mayoría de Suspiria recibió tomas en los estudios De Paoli en Roma, donde se construyeron conjuntos exteriores clave (incluida la fachada de la academia). Harper describió el rodaje de la película como «muy, muy enfocada», ya que Argento «sabía exactamente lo que estaba buscando». La fachada de la academia fue replicada en un estudio de la vida real en la Casa de la Ballena en Friburgo. La fotografía adicional tuvo lugar en Múnich, incluida la escena de la muerte de Daniel en la plaza de la ciudad, así como la escena de apertura de la película, que se rodó en el Aeropuerto de Múnich. La escena en la que Suzy se encuentra con el Dr. Mandel fue filmada fuera de la Torre BMW en Múnich.
Suspiria es notable por varios adornos estilísticos que se han convertido marcas comerciales de Argento, particularmente el uso de secuencias de estructuras que permiten que la cámara a quedarse en elementos visuales pronunciados. El cinematógrafo Luciano Tovoli fue contratado por Argento para filmar la película, basándose en las pruebas de película en color que había completado, lo que Argento sintió que coincidía con su visión, en parte inspirada en Snow White (1937). La película fue filmada con lentes anamórficos. El diseño de producción y cinematografía enfatizan vívidos colores primarios, particularmente el rojo, creando un escenario deliberadamente irreal y de pesadilla, enfatizado por el uso de impresiones de imbibición Technicolor. Comentando sobre los exuberantes colores de la película, Argento dijo: 
«Estábamos tratando de reproducir el color de la película de Walt Disney Snow White; se ha dicho desde el principio que Technicolor carecía de tonos tenues, [y] carecía de matices—como caricaturas recortadas»
El proceso de imbibición, utilizado para El mago de Oz (1939) y Lo que el viento se llevó (1939), es mucho más vívido en su interpretación del color que en las impresiones de liberación basadas en emulsiones, lo que mejora las cualidades de pesadilla de la película que Argento pretende evocar. Fue uno de los últimos largometrajes que se procesaron en Technicolor, habiendo sido filmados en una de las últimas cámaras de 3 bandas Technicolor en Europa en ese momento; el resto había sido devuelto a California.

### Postproducción

#### Doblaje
En el documental Suspiria: 25th Anniversary, Harper comentó sobre el hecho de que el diálogo de los actores no se grabó correctamente, sino que se apodó mediante la grabación de diálogos adicionales—práctica común en el cine italiano en ese momento. Parte de la razón fue, dijo, que cada actor hablaba su idioma nativo: Harper, Valli y Bennett hablaban inglés, Casini, Bosé, Valli, y Bucci hablaban italiano, y otros actores hablaban alemán. Como cada actor generalmente sabía lo que el otro decía, cada uno respondió con sus líneas como si hubieran entendido al otro. Argento también expresó su decepción por el hecho de que la voz de Harper no se escuchó en el mercado italiano porque otra actriz la dobló en italiano. El doblaje fue supervisado por Ted Rusoff, un prolífico artista de voces basado en Roma que supervisó el doblaje en inglés para numerosas películas de género europeo, incluyendo la secuela de Argento a Suspiria, Inferno.

#### Banda sonora
La banda italiana de rock progresivo Goblin compuso la mayor parte de la banda sonora de la película en colaboración con el propio Argento. Goblin ya había compuesto la banda sonora de la anterior película de Argento, Profondo Rosso, una labor que repetirían en otras películas suyas después de Suspiria. En los créditos de apertura de la película figuran como «The Goblins». Al igual que las composiciones de Ennio Morricone para Sergio Leone, la banda sonora de Goblin para Suspiria se creó antes del rodaje de la película. Se ha reutilizado en varias películas de Hong Kong, incluida las películas de artes marciales de Yuen Woo-ping Dance of the Drunk Mantis (1979) y la película de comedia de terror de Tsui Hark We're Going to Eat You (1980).
El tema del título principal fue nombrado como una de las mejores canciones lanzadas entre 1977 y 1979 en el libro The Pitchfork 500: Our Guide to the Greatest Songs from Punk to the Present, compilado por el influyente sitio web de música, Pitchfork. Ha sido probado en la canción de Raekwon y la canción de Ghostface Killah «Legal Coke», del mix tape R. A. G. U., por RJD2 para la canción «Weather People» de Cage y por Army of the Pharaohs en su canción «Swords Drawn».

## Lanzamiento
Suspiria se lanzó en Italia el 1 de febrero de 1977. En mayo de 1977, se anunció que 20th Century Fox había adquirido los derechos de distribución estadounidenses de la película. Debido a su contenido violento, Fox dudó en lanzar Suspiria pero finalmente estrenó la película en julio de 1977 a través de una compañía fantasma, International Classics. Las impresiones originales americanas fueron cortadas por un total de ocho minutos con el fin de la película para pasar con una clasificación R. A pesar de las reservas internacionales, el lanzamiento en Estados Unidos de la película tuvo un éxito comercial y fue el séptimo lanzamiento de Fox con mayor recaudación del año en alquileres teatrales. De todas las películas de Argento, Suspiria fue la que obtuvo mayores ingresos en los Estados Unidos.